# 福井慶三
福井 慶三（ふくい けいぞう、1900年10月1日 - 1987年12月24日）は、日本の実業家。日本綿花（現双日）第11代社長や、オリエント・リース（現オリックス）初代社長を務めた。

## 来歴・人物
兵庫県出身。神戸高等商業学校（現・神戸大学）卒業後、1923年に日本綿花（後の日綿実業、ニチメン、現・双日）入社。長年にわたりインドに駐在し、1939年にボンベイ支店長、1947年に取締役、常務、専務をそれぞれ歴任。1960年に社長就任し、1966年に会長就任。それに先んじて1964年には、乾恒雄や宮内義彦らとともにオリエント・リース（現・オリックス）設立に携わって初代社長となり、3年間務めた。
1967年には中小企業振興業団（現・中小企業事業団）を設立するほか、日中貿易センター監事や毎日放送取締役なども務めた。
俳人としては福井 圭児の名で活躍し、ホトトギス関西同人会長や日本伝統俳句協会副会長を務めた。著書に『火焔樹』や『わが俳句半世紀』などがある。